# Saxicola gutturalis
Saxicola gutturalis là một loài chim trong họ Muscicapidae.